# Laurent Merchiers
Laurent Merchiers (Zottegem, 9 juni 1904 - Gent, 5 februari 1986) was een Belgisch volksvertegenwoordiger, senator en minister.

## Levensloop
Laurent Merchiers was een zoon van Pierre Merchiers en Bertha De Smet. Hij trouwde in 1933 met Paula Hallet.
Hij promoveerde tot doctor in de rechten (1928) en licentiaat in het notariaat (1930) aan de Gentse universiteit. Hij werd hoogleraar aan zijn Alma Mater. In 1936 wordt hij namens de Liberale Partij verkozen tot provincieraadslid voor Oost-Vlaanderen. Twee jaar later is hij nationaal voorzitter van de Liberale Jonge Wachten.
Bij het begin van de Tweede Wereldoorlog, tijdens de Achttiendaagse Veldtocht in mei 1940, streed Merchiers mee aan het front. Na zijn vrijlating uit krijgsgevangenschap trad hij toe tot het verzet. Door toedoen van zijn partijgenoot Albert Maertens sloot Merchiers zich aan bij de Gentse afdeling van het aan de KPB gelieerde Onafhankelijkheidsfront (O.F.) waar hij als redacteur meewerkte aan de sluikbladen Vrij en Het Belfort.
Van 1946 tot 1982 was Merchiers gemeenteraadslid voor de stad Gent. Van 1953 tot 1958 was hij er burgemeester van een liberaal-socialistische coalitie. Onder zijn impuls maakt het stedelijk onderwijs een sterke ontwikkeling door. Door zijn toedoen komt er onder meer een Stedelijke School voor Kinderverzorgsters en een Stedelijk Instituut voor Sociale Studiën. Op zijn initiatief wordt ook de Textielschool Henri Story opgericht.
In 1955 volgde hij de overleden Norbert Van Doorne op als liberaal lid van de Kamer van volksvertegenwoordigers voor het arrondissement Gent. In 1958 stapte hij over naar de senaat, waarvan hij lid bleef tot in 1971, de laatste twee jaar als ondervoorzitter.
Van november 1958 tot september 1960 was hij minister van Justitie in de regering Gaston Eyskens III. In die hoedanigheid wordt hij geconfronteerd met het wegwerken van de gevolgen van de repressie, onder meer met de vrijlating van Frans Daels en Hendrik Elias. Hij verdween uit de Belgische regering toen die, naar aanleiding van de Congocrisis, door een herschikking een nieuw elan aan het beleid wilde geven.

## Publicaties
- Le crédit cambiaire, Gent, 1939.
- Het leercontract, Gent, 1958.
- Congo, juli 1960. Getuigenissen, Antwerpen, z.d.